# Tractat de Ribemont (880)

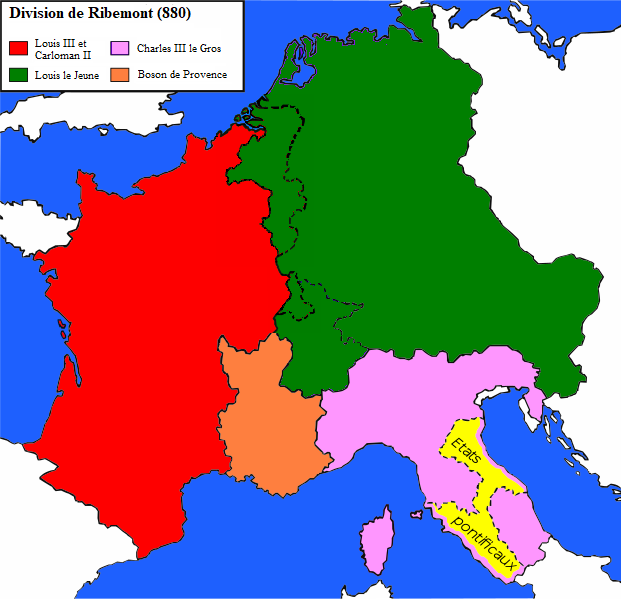
El repartiment de l'impiri carolingi al 880.

El Tractat de Ribemont de 880 fou un pas més del procés de fragmentació del regne franc de Carlemany després de la seva mort.
A la mort de Lluís el Tartamut el 879 Lluís III de França i el seu germà Carloman II van repartir-se el territori del seu pare, i mentre Lluís es va quedar amb Nèustria i Austràsia, Carloman ho va fer amb Borgonya i Aquitània. Després de la proclamació de Bosó de Provença com a rei de Borgonya l'octubre del 879 i les ofensives vikingues, a canvi de la neutralitat de Lluís III d'Alemanya, que es preparava per recuperar els territoris de la Lotaríngia que li havien pres al seu pare en el tractat de Meerseen, van signar el Tractat de Ribemont accedint a la petició de Lluís III d'Alemanya i redefinir novament les fronteres del que fou l'imperi Carolingi per així afrontar la lluita contra Bosó.